# Atak

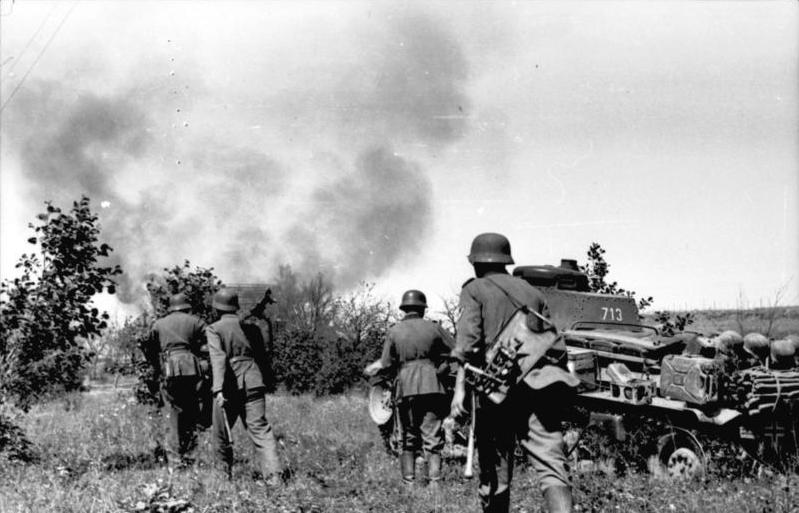
Atak

Atak – etap działań taktycznych wojsk lądowych, lotnictwa, sił specjalnych i marynarki wojennej, polegający na gwałtownym uderzeniu na przeciwnika i szybkim, połączonym z umiejętnym manewrem i ogniem, posuwaniu się w głąb jego ugrupowania.

Początkowy, decydujący etap natarcia.

## Rodzaje ataku
- atak doraźnie przygotowany (ang. hasty attack) – atak, w którym czas przygotowania jest ograniczony ze względu na potrzebę szybkiego działania w celu wykorzystania nadarzającej się okazji.
- atak mylący (ang. diversionary attack) – atak, w czasie którego siły atakują lub zagrażają atakiem obiektowi innemu niż główny cel ataku, przeprowadzany w celu wycofania sił obrony przeciwnika z głównego kierunku obrony.
- atak oskrzydlający (ang. flanking attack) – manewr zaczepny na skrzydło przeciwnika.
- atak skoordynowany (ang. coordinated attack) – dokładnie zaplanowana i wykonana akcja ofensywna danej jednostki lub formacji, w której poszczególne podległe elementy angażowane są w taki sposób, by jak najlepiej wykorzystać ich siły i środki dla danej jednostki lub formacji jako całości.
- atak wyprzedzający (ang. spoiling attack) – manewr taktyczny prowadzony w celu poważnego osłabienia działań bojowych przeciwnika, w czasie, gdy jest on w trakcie formowania lub zbierania sił do ataku.
- atak zaplanowany (ang. deliberate attack) – rodzaj akcji ofensywnej charakteryzującej się wcześniej zaplanowanym i skoordynowanym użyciem sił ogniowych oraz manewrów mających na celu zbliżenie się do przeciwnika i zniszczenie lub pojmanie go.
- atak powietrzny (ang. air attack)
  - skoordynowany – połączenie dwóch lub więcej typów ataku powietrznego (nurkowanie, szybowanie, lot na małej wysokości) w jednym uderzeniu, przy wykorzystaniu jednego lub więcej typów samolotów.
  - opóźniony w czasie – procedura, przy której atakujące grupy spotykają się jako jeden zespół. Stosowany jest, gdy grupy atakujące startują z więcej niż jednego miejsca, a ich start do wykonania zadania jest opóźniony w oczekiwaniu na dalsze rozkazy.
  - podzielony – metoda prowadzenia skoordynowanego ataku powietrznego, polegająca na utrzymywaniu samolotów w ścisłym szyku taktycznym, a następnie rozdzieleniu ich, aby zaatakować cel z różnych kierunków.